# Herbulotides lymantrina
Herbulotides lymantrina là một loài bướm đêm trong họ Geometridae.